# Masson (circonscription provinciale)
Circonscription électorale provinciale du Canada
Masson est une circonscription électorale québécoise située dans la région de Lanaudière. 
Le nom de la circonscription provient du nom d'une vieille famille de Terrebonne, la famille Masson, qui a donné trois hommes politiques à la législature de la province de Québec, soit Joseph Masson, Édouard Masson et Roderick Masson.

## Historique
Créée lors de la refonte de la carte électorale de 1988, à partir de la partie ouest de la circonscription de L'Assomption et de la partie est de celle de Terrebonne. La circonscription devait s'appeler à l'origine Marsan en l'honneur d'Amédée Marsan, professeur à l'ancienne école d'agriculture du Collège de l'Assomption. Mais ce nom est vite écarté car il évoqua peu de chose. 
En 1992, son expansion démographique a rendu nécessaire la réduction de sa superficie, au profit des circonscriptions de Terrebonne au sud et de Rousseau au nord. En 2017, la circonscription de Masson est de nouveau modifiée par la cession, à l'ouest, d'une portion de la ville de Terrebonne à la nouvelle circonscription de Les Plaines et l'obtention, au sud-est, d'une autre portion de Terrebonne en provenance de la circonscription de L'Assomption.

## Territoire et limite
La circonscription regroupe la ville de Mascouche ainsi que des parties de la ville de Terrebonne.

## Liste des députés
| Législature                                    | Années       | Député        | Député             | Parti               |
| ---------------------------------------------- | ------------ | ------------- | ------------------ | ------------------- |
| Masson Créée depuis L'Assomption et Terrebonne |              |               |                    |                     |
| 34e                                            | 1989–1994    |               | Yves Blais         | Parti québécois     |
| 35e                                            | 1994–1998    |               | Yves Blais         | Parti québécois     |
| 36e                                            | 1998–2003    | Gilles Labbé  |                    | Parti québécois     |
| 37e                                            | 2003–2007    | Luc Thériault |                    | Parti québécois     |
| 38e                                            | 2007–2008    |               | Ginette Grandmont  | Action démocratique |
| 39e                                            | 2008–2012    |               | Guillaume Tremblay | Parti québécois     |
| 40e                                            | 2012–2014    | Diane Hamelin |                    | Parti québécois     |
| 41e                                            | 2014–2018    |               | Mathieu Lemay      | Coalition avenir    |
| 42e                                            | 2018–2022    |               | Mathieu Lemay      | Coalition avenir    |
| 43e                                            | 2022–présent |               | Mathieu Lemay      | Coalition avenir    |

## Résultats électoraux

### Évolution pour les principaux partis
| |
| - Parti libéral - Parti québécois - Action démocratique (ancien) - Québec solidaire - Coalition avenir - Parti conservateur |

### Résultats détaillés
|                                                                                               | Nom                     | Parti            | Nombre de voix | %      | Maj.   |
| --------------------------------------------------------------------------------------------- | ----------------------- | ---------------- | -------------- | ------ | ------ |
|                                                                                               | Mathieu Lemay (sortant) | Coalition avenir | 18 195         | 51,6 % | 11 763 |
|                                                                                               | Stéphane Handfield      | Parti québécois  | 6 432          | 18,2 % | -      |
|                                                                                               | Émile Bellerose-Simard  | Québec solidaire | 4 610          | 13,1 % | -      |
|                                                                                               | François Truchon        | Conservateur     | 2 972          | 8,4 %  | -      |
|                                                                                               | Gabriel Bourret         | Libéral          | 2 723          | 7,7 %  | -      |
|                                                                                               | Marc-André Bélisle      | Vert             | 332            | 0,9 %  | -      |
| Total                                                                                         | Total                   | Total            | 35 264         | 100 %  |        |
| Le taux de participation lors de l'élection était de 71,2 % et 453 bulletins ont été rejetés. |                         |                  |                |        |        |

|                                                                                               | Nom                     | Parti            | Nombre de voix | %      | Maj.   |
| --------------------------------------------------------------------------------------------- | ----------------------- | ---------------- | -------------- | ------ | ------ |
|                                                                                               | Mathieu Lemay (sortant) | Coalition avenir | 17 565         | 53 %   | 11 038 |
|                                                                                               | Diane Gadoury-Hamelin   | Parti québécois  | 6 527          | 19,7 % | -      |
|                                                                                               | Stephane Durupt         | Québec solidaire | 4 451          | 13,4 % | -      |
|                                                                                               | Maryanne Beauchamp      | Libéral          | 3 606          | 10,9 % | -      |
|                                                                                               | Véronique Dubois        | Vert             | 699            | 2,1 %  | -      |
|                                                                                               | David Morin             | Conservateur     | 263            | 0,8 %  | -      |
| Total                                                                                         | Total                   | Total            | 33 111         | 100 %  |        |
| Le taux de participation lors de l'élection était de 72,9 % et 560 bulletins ont été rejetés. |                         |                  |                |        |        |

|                                                                                               | Nom                              | Parti            | Nombre de voix | %      | Maj. |
| --------------------------------------------------------------------------------------------- | -------------------------------- | ---------------- | -------------- | ------ | ---- |
|                                                                                               | Mathieu Lemay                    | Coalition avenir | 13 235         | 38,4 % | 534  |
|                                                                                               | Diane Gadoury-Hamelin (sortante) | Parti québécois  | 12 701         | 36,8 % | -    |
|                                                                                               | Wenet Féné                       | Libéral          | 5 869          | 17 %   | -    |
|                                                                                               | Joëlle St-Pierre                 | Québec solidaire | 2 168          | 6,3 %  | -    |
|                                                                                               | Pierre-Alexandre Bugeaud         | Option nationale | 289            | 0,8 %  | -    |
|                                                                                               | Éric Giroux                      | Conservateur     | 249            | 0,7 %  | -    |
| Total                                                                                         | Total                            | Total            | 34 511         | 100 %  |      |
| Le taux de participation lors de l'élection était de 69,5 % et 827 bulletins ont été rejetés. |                                  |                  |                |        |      |

|                                                                                               | Nom                | Parti                  | Nombre de voix | %      | Maj.  |
| --------------------------------------------------------------------------------------------- | ------------------ | ---------------------- | -------------- | ------ | ----- |
|                                                                                               | Diane Hamelin      | Parti québécois        | 17 377         | 46 %   | 3 713 |
|                                                                                               | Christian Gauthier | Coalition avenir       | 13 664         | 36,1 % | -     |
|                                                                                               | Suzanne Rathé      | Libéral                | 4 178          | 11 %   | -     |
|                                                                                               | Jacinthe Sabourin  | Québec solidaire       | 1 199          | 3,2 %  | -     |
|                                                                                               | Samuel Bergeron    | Option nationale       | 716            | 1,9 %  | -     |
|                                                                                               | Michel Paulette    | Vert                   | 545            | 1,4 %  | -     |
|                                                                                               | Adam Stohl         | Coalition constituante | 134            | 0,4 %  | -     |
| Total                                                                                         | Total              | Total                  | 37 813         | 100 %  |       |
| Le taux de participation lors de l'élection était de 78,2 % et 536 bulletins ont été rejetés. |                    |                        |                |        |       |

|                                                                                               | Nom                          | Parti                        | Nombre de voix | %      | Maj.  |
| --------------------------------------------------------------------------------------------- | ---------------------------- | ---------------------------- | -------------- | ------ | ----- |
|                                                                                               | Guillaume Tremblay           | Parti québécois              | 18 037         | 50,7 % | 9 863 |
|                                                                                               | David Grégoire               | Libéral                      | 8 174          | 23 %   | -     |
|                                                                                               | Ginette Grandmont (sortante) | Action démocratique          | 7 466          | 21 %   | -     |
|                                                                                               | Michel Paulette              | Vert                         | 948            | 2,7 %  | -     |
|                                                                                               | Gabriel Poirier              | Québec solidaire             | 716            | 2 %    | -     |
|                                                                                               | Bertrand Lefebvre            | Parti indépendantiste (2008) | 251            | 0,7 %  | -     |
| Total                                                                                         | Total                        | Total                        | 35 592         | 100 %  |       |
| Le taux de participation lors de l'élection était de 57,1 % et 767 bulletins ont été rejetés. |                              |                              |                |        |       |

|                                                                                               | Nom                     | Parti               | Nombre de voix | %      | Maj.  |
| --------------------------------------------------------------------------------------------- | ----------------------- | ------------------- | -------------- | ------ | ----- |
|                                                                                               | Ginette Grandmont       | Action démocratique | 18 808         | 43,8 % | 3 394 |
|                                                                                               | Luc Thériault (sortant) | Parti québécois     | 15 414         | 35,9 % | -     |
|                                                                                               | Denise Cloutier         | Libéral             | 6 058          | 14,1 % | -     |
|                                                                                               | Jean Bonneau            | Vert                | 1 569          | 3,7 %  | -     |
|                                                                                               | Marco Legrand           | Québec solidaire    | 1 059          | 2,5 %  | -     |
| Total                                                                                         | Total                   | Total               | 42 908         | 100 %  |       |
| Le taux de participation lors de l'élection était de 74,3 % et 529 bulletins ont été rejetés. |                         |                     |                |        |       |

|                                                                                               | Nom              | Parti               | Nombre de voix | %      | Maj.  |
| --------------------------------------------------------------------------------------------- | ---------------- | ------------------- | -------------- | ------ | ----- |
|                                                                                               | Luc Thériault    | Parti québécois     | 15 445         | 44,8 % | 4 074 |
|                                                                                               | Richard Marcotte | Libéral             | 11 371         | 33 %   | -     |
|                                                                                               | Nathalie Fillion | Action démocratique | 7 637          | 22,2 % | -     |
| Total                                                                                         | Total            | Total               | 34 453         | 100 %  |       |
| Le taux de participation lors de l'élection était de 70,9 % et 803 bulletins ont été rejetés. |                  |                     |                |        |       |

|                                                                                               | Nom                | Parti                 | Nombre de voix | %      | Maj.   |
| --------------------------------------------------------------------------------------------- | ------------------ | --------------------- | -------------- | ------ | ------ |
|                                                                                               | Gilles Labbé       | Parti québécois       | 17 529         | 64 %   | 12 615 |
|                                                                                               | Éric Parent        | Action démocratique   | 4 914          | 18 %   | -      |
|                                                                                               | Marc-André Plante  | Libéral               | 4 453          | 16,3 % | -      |
|                                                                                               | Philippe Humphreys | Bloc pot              | 295            | 1,1 %  | -      |
|                                                                                               | Marco Legrand      | Démocratie socialiste | 143            | 0,5 %  | -      |
|                                                                                               | George Butcher     | Indépendant           | 42             | 0,2 %  | -      |
| Total                                                                                         | Total              | Total                 | 27 376         | 100 %  |        |
| Le taux de participation lors de l'élection était de 60,1 % et 261 bulletins ont été rejetés. |                    |                       |                |        |        |

|  | Référendum                     | % du OUI | % du NON | Taux de participation |
|  | Accord de Charlottetown (1992) | 24,42 %  | 75,58 %  | 84,48 %               |
|  | Référendum de 1995             | 71,02 %  | 28,98 %  | 94,93 %               |